# Vasile Andru
Vasile Andru (pseudonimul literar al lui Vasile Andrucovici; n. 22 mai 1942, Bahrinești, județul Rădăuți, România, aflat astăzi în Ucraina – d. 21 octombrie 2016, București) a fost un prozator, teoretician și eseist român, membru al Uniunii Scriitorilor din România din 1975.

## Biografie
S-a născut la 22 mai 1942, în satul Bahrinești, aflat din 1944 în Nordul Bucovinei, an în care familia Andrucovici trece clandestin frontiera, stabilindu-se în satul Mușenița, aflat astăzi în județul Suceava. Numele său real este Vasile Andrucovici. Părinții săi, Teodor Andrucovici și Ecaterina (n. Păun), erau agricultori. Urmează școala elementară în satele Mușenița și Baineț (1949-1956), liceul la Siret (1956-1958) și la Rădăuți (1958-1960) și Facultatea de Filologie, secția franceză-română, a Universității din Iași (1960-1965).
Devine profesor la Liceul „Ștefan cel Mare" din Suceava (1965-1967) și apoi asistent la Institutul Pedagogic din Suceava (1967-1974). În prelungirea activității sale literare, s-a consacrat practicii sapiențiale și cercetării procedeului filocalic „oratio mentis" - rugăciunea minții - încă din anii '70.
A făcut stagii de documentare antropologică la Roma (1989) și la Paris (1990, 1991) și călătorii de studii în India cu bursa Sivananda (1992, 1996). Centrul Sivananda din Trivandrum-India i-a conferit titlul de master în filosofia Vedanta. A participat la simpozioane de istoria religiilor la Paris, Mount Abu, Kottayam, Loano. A călătorit la Muntele Athos (1997, 1998, 2004) și în Tibet. O efemeră rezidență în Noua Zeelandă (1999). Din 2001 face parte din Juriul internațional „Balkanika" pentru promovarea culturii est-europene.
A debutat în 1969 cu articole în „România literară" și apoi a publicat mai mult de 25 de volume. Colaborează la „România literară", „Luceafărul", „Tribuna", „Convorbiri literare", „Vatra", „Viața Românească" (unde a fost și redactor principal timp de 27 de ani). Este și profesor la Facultatea de Jurnalistică și membru al Uniunii Scriitorilor din România (făcând parte din consiliul USR, filiala București). În prezent este coordonator al colecției "Sapienția" a Editurii Paralela 45.
Din 1990 structurează și coordonează Centrul de Practică Isihastă din București. Tot în 1990 devine redactor-șef al revistei „Arhetip" (apărută în doar 11 numere) și devine unul din principalii membri ai grupului GYPRU (Grupul Yoga Pentru Restaurare Umană). Tot din acel an ține cursuri de „Tehnici de stimulare mentală" (la Universitatea Cultural-Științifică - sala Dalles) și ședințe ale unui cerc de practică isihastă „Oratio mentis" (la Casa de Cultură a Studenților). La sfârșitul anului 1991, părăsește revista „Arhetip" și, împreună cu Radu Ștefan și yoghinul Mario Sorin Vasilescu, fondează publicația și editura „Axis Mundi" (revistă al carei redactor-șef devine și care se autodesființează după doar un număr).

## Volume

### Scrieri literare
- Yutlanda posibilă (1970) - debut în volum
- Mireasa vine cu seara (1973)
- Mirele (1975)
- Arheologia dorințelor (1977)
- Noaptea împăratului (19791 ; Editura Militară, 19932 - ISBN 973-32-0338-6) - Un roman al cărui subiect este plasat în vremea împăratului roman Traian, relatând ascensiunea spre putere a acestuia, venirea lui în Dacia și confruntările cu locuitorii acestei țări. Un roman de acțiune, dar, în același timp, și inițiatic, așa cum este întreaga scriitură a lui Vasile Andru.
- O zi spre sfârșitul secolului (1983)
- Turnul (1985)
- Progresia Diana (1987)
- Muntele Calvarului (Editura Emia, 1991) - roman redactat între 1986-1988 în trei versiuni
- Memoria textului (1992)
- Proză, eseuri, interviuri (1995)
- Un univers cu o singură ieșire (1997)
- Păsările cerului (Editura Allfa, Chișinău, 2000) - premiul internațional Balkanika 2000
- Cel mai îndepărtat paradis (2001)

### Scrieri sapiențiale
- Viață și semn (Editura Cartea Românească, București, 1989 ; 20052)
- India văzută și nevăzută (Editura Axis Mundi, 1993)
- Terapia destinului (Editura Herald, 1997)
- Mistici din Carpați (Editura Ruxanda, Chișinău, 19981 ; Editura Pontos, Chișinău, 20002)
- Psihoterapie isihastă (Editura Cartea Moldovei, Chișinău, 2001)
- Istorie și taină la Sfântul Munte Athos (Editura Allfa, 2001 ; 20042)
- Întâlniri cu maeștri și vizionari. Călătorii inițiatice (20011 ; Editura Paralela 45, 20032 - ISBN 973-593-836-7)
- Yaatra. Jurnal în India (Editura Allfa, București, 2002 - ISBN 973-8171-93-8)
- Isihasmul sau meșteșugul liniștirii (Editura Cartea Moldovei, Chișinău, 2002)
- Exorcismele (Editura Paralela 45, 2004 - ISBN 973-697-245-3)
- Viață și veac (2004)
- Înțelepciune indiană - antologie: fragmente din Vede, Upanișade, din Mahabharata, mesaje ale unor vizionari și maeștri, aforisme, parabole, reguli de aur ale bunei viețuiri. ISBN 973-697-435-9 ; 176 p., Editura Paralela 45, Pitești, 2005[7]

### Antologii
Povestirea „Orașul din marginea pustiei” a apărut în antologia Întoarcere pe Planeta Albastră din 1989. Este prezent în antologia Competiția continuă. Generația 80 în texte teoretice (1999) și în secțiunea antologică a volumului Experimentul literar românesc postbelic (Editura Paralela 45, 1998)

### Opinii despre autor
- Cine este Vasile Andru Arhivat în 3 noiembrie 2005, la Wayback Machine. - Asociația de Studii Ortodoxe Româno-Canadiană
- Articole scrise de Vasile Andru în revista Formula AS

### Critică
- Muntele Athos destăinuit de Vasile Andru Arhivat în 28 septembrie 2007, la Wayback Machine. - Ioan Pintea, în Conexiuni, nr. 22-23, decembrie 2006 - ianuarie 2007
- Viata si semn[nefuncțională]
, 14 iulie 2007, Dan Stanca, România liberă
- Grădinile ascunse - Dosarele de lut Arhivat în 6 decembrie 2006, la Wayback Machine. - în Adevărul Literar, din 29 aprilie 2006
- Vasile Andru, un reper al salvării prin arta românească de a trăi, 18 mai 2013, Clara Margineanu, Jurnalul Național

### Interviuri
- Meseria de înțelept... - interviu realizat de Dumitru Brădățan, în Crai nou, nr. 3890, 2 aprilie 2005
- Interviu pe YouTue, publicat pe 27 februarie 2017